# Jack Robson
Jack Robson (ur. 24 maja 1860 w Durham, zm. 11 stycznia 1922 w Manchesterze) – angielski trener piłkarski. Swoją karierę Robson rozpoczął w 1899 roku, kiedy to objął funkcję trenera zespołu Middlesbrough F.C. W latach 1905–1907 pracował w innym angielskim klubie Crystal Palace. Od 1908 do 1914 był szkoleniowcem Brighton & Hove Albion. W 1914 Robson zaczął prowadzić ostatni swój klub w karierze – Manchester United. Prowadził ten zespół do 1921 roku i spędził w nim 120 meczów na ławce trenerskiej, z których wygrał 36, zremisował 37 i przegrał 47. Zrezygnował z prowadzenia zespołu z powodów zdrowotnych. Zmarł w wieku 61 lat.